# Mont Capanne
Le mont Capanne (italien : Monte Capanne) est le point culminant de l'île d'Elbe.